# ジャイポンガン

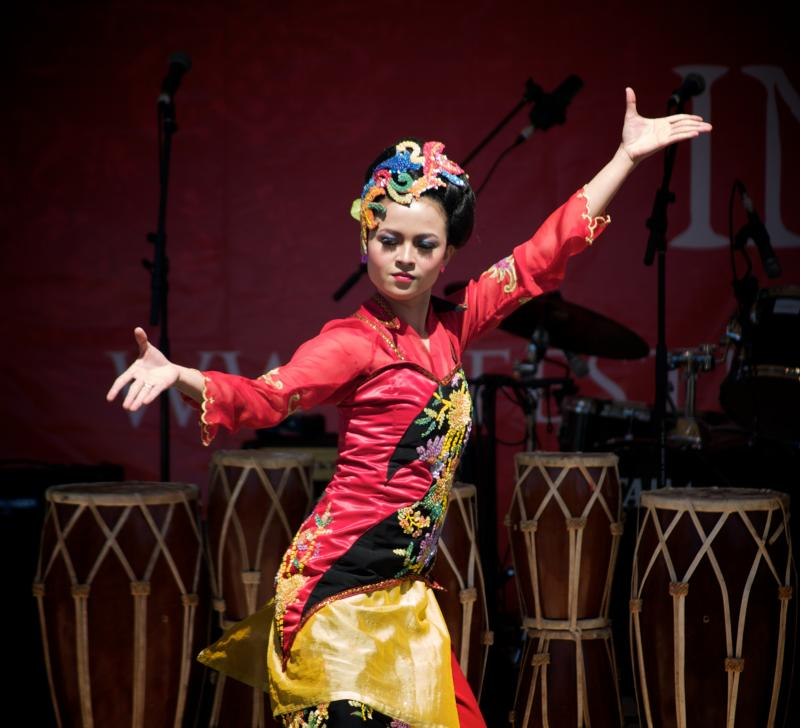
ジャイポンガン

ジャイポンガン（Jaipongan）、又はジャイポン（Jaipong）とは小編成のガムランの伴奏に合わせて演じられるインドネシアのスンダ族の新作舞踊である。スンダ族の伝統芸能のクトッティル（Ketuk Tilu）、クリニンガン（Kliningan）、バジドラン（Bajidoran）、トペンバンジェッ（Topeng Banjet）、タユバン（Tayuban）などの音楽と踊りの要素と、プンチャック･シラットの動きを振り付けに取り入れたもので、1970年代の終わりにググム・グンビラ（Gugum Gumbira）が創始した。

## 概要
激しいクンダン（太鼓）のビートに合わせて演じられる手、肩、尻のダイナミック動きが特徴である。特に女性ダンサーの微笑みと流し目に代表される少しエロチックな踊りでもある。ジャイポンガンの語源は伝統芸能トペンバンジェッのギャグであり、ガムランの音から命名される（擬声語）。
女性ダンサーの衣裳は基本的にセクシーなもので、上半身は体にぴったりしたサイズのクバヤとアポッ（ケンブン）、下半身はシンジャン（踝まで長い腰衣）、又は長ズボンを着用する。
1980年代に創始者のググム・グンビラがテレビ出演するとジャイポンガンの人気はすぐに高まって、結婚式やインドネシア独立記念日の市民パーティなどで演じられるようになる。ジャイポンガンのグループがホテルロビーで観光客の為に演じたり、外国に行く芸能使節に参加するようになった。
ジャイポンガンに対するインドネシア人の反応は、他のインドネシア伝統芸能と比べると珍しく好意的だった。1980年代には都会でも農村部でもジャイポンガンの人気が高まり、ジャイポンガンの講習会には年齢を問わず少女から大人まで多くの女性が参加した。その時に大ヒットしたのが「ダウンプルス・ケセルボジョン」だった。

## 音楽と楽器
ジャイポンガンは西洋楽器を使わず、ガムランのみを使用する。
- 小編成ガムランの場合：クンダン（kendang）、クトゥ（ketuk）、ラバーブ（rebab）、ゴオン(gong）、ケチェレッ（kecrek）、シンデン(歌手)[3]
- フルガムラン：ワヤンゴレッと同様のガムランセット：クンダン（kendang）、サロンＩ・サロンＩＩ（saron I,II), ボナン（bonang）、カチャピリンチッ（kacapi rincik）、ドゥムン（demung）、ラバーブ（rebab）、ケチッレッ（kecrek）、シンデン(歌手)、ゴング（gong）。[3]

ジャイポンガンの演奏で一番重要な楽器はクンダンである。ジャイポンガンのカバーアルバムではクンダン担当者の名前は歌手の名前の下に書かれている。

## 成立過程
1960年代前半、西洋音楽と社交ダンスが好きなググム・グンビラはスカルノ大統領の西洋音楽と社交ダンス禁止令を受けて、1968年から1978年までジャカルタ周辺や西ジャワ州を旅しながらそれにかわる伝統芸能を探し続けた。スカルノ時代が終わっても研究を続け、ついにスンダ族の伝統音楽を西洋音楽のように速いテンポで演奏し、スンダ族の伝統舞踊に新しい振り付けをした新作舞踊を考案した。
ググム・グンビラの新作舞踊のことを聞きつけた主催者が1978年の西ジャワ庶民舞踊フェスティバルに招待した。ググムは自ら創作した舞踊をスンダ族の社交ダンス、クトゥティルを進化させたものの意味から「プルクンバンガン」（バージョンアップ）の言葉を追加し「クトゥティル・プルクンバンガン」（Ketuk Tilu Perkembangan）と名づけた。しかし、フェスティバル主催者の中にはクトゥティルの芸術家がいて、伝統芸能としてのクトゥティルはまだ終わっていないとの理由でググム・グンビラの演目の中止を主張した。ググム・グンビラは主催者に一週間で新しい演目の名前を考案するように告げられた。
ググムはゴングの担当者に会いに西ジャワ州のカラワン県へ行くが、その人はトペンバンジェッの公演に出演していた。ググムはその会場に行き、彼の所属するグループの公演を鑑賞した。イジェム（Ijem）とアリシャバン（Alisahban）のトペンバンジェッ男女コンビが何度もせりふの合間に激しいクンダンの音に合わせて体を動かし、その後ガムランの音に「ジャイポン」と口真似するのに興味を示した。アリシャバンから「ジャイポン」はただのギャグで特別の意味はなく、ガムランの音を口で表現したと説明を受け、自らの新作舞踊の名前をクトゥティル・プルクンバンガンからジャイポンに変更した。
ジャイポンが有名になるとググム・グンビラも知名度をあげ、インドネシアの中央放送局TVRIジャカルタから出演依頼を受けるようになった。ジャイポンが全国ネットで取り上げられ、1980年代には出身地バンドン周辺の結婚式に出演したり、テレビで公演するようになると全国的に人気を得た。
一方、1980年代初頭からジャイポンガンの反対派がバンドン新聞「ピキランラヤッ」のコラムで、ジャイポンガンの振り付けは「エロチック」なので禁止すべきと訴えた。西ジャワ州の高官までが反対の声をあげたが、西ジャワ州知事のアアン・クナエフィ（Aang Kunaefi）自らがググム・グンビラに公演を依頼した。
その後、ググム・グンビラがジュガラ（Jugala）の名前でジャイポンガングループ、レコーディングスタジオ、カセット会社などを設立した。ガムラン担当者、ジャイポンガン歌手とダンサーがジュガラに所属している。一般的に知られたジャイポンガンのヒット曲にはイジャ・ハヂジャ（Ijah Hadijah）が歌う「ダウンプルス・ケセルボジョン」（Daun Pulus Keser Bojong）と「レンデング・ボジョン」（Rendeng Bojong）があった。「ダウンプルス・ケセルボジョン」（Daun Pulus Keser Bojong）はイジャ・ハヂジャの最初のヒット曲になり、現在でもジャイポンガンスのスタンダードとされる。そのころからタティ・サレ（Tati Saleh)、イェティ・ママト（Yeti Mamat）、エリ・ソマリ（Eli Somali）、ペペン・デディクルナエディ（Pepen Dedi Kurnaedi）などのジャイポンガンダンサーが登場した。
イジャ・ハヂジャが以前のジャイポンガン曲に比べて、よりソフトで、一般に受け入れられる「セラッサリラ」（Serat Sarira）を発表すると、反対派の議論が弱まった。イジャ・ハヂジャのライバルとしてチチ・チャンクリルン（Cicih Cangkurileung）が現れた。彼女が発表した100曲以上のアルバムの中で、「アドゥマニス」（Adumanis）は大ヒットになった。
1990年代になるとジャイポンガンが一般大衆に受け入れられた。現在では、西ジャワの結婚式、独立記念日、外国の政府高官などの賓客、さらには、観光客の歓迎セレモニーでも公演されるなど、客をもてなす歓迎の舞踊になっている。ジャイポンの教室が多数が開講され、バンドン国立芸能大学（STSI）のカリキュラムの項目の一つになる。
1980年代から1990年代までに「トカトカ」（Toka Toka)、「セトラサリ」（Setra Sari)、「ソンテン」（Sonteng）、「ペンチュ」（Pencug）、「クントゥルマングト」（Kuntul Mangut）、「イリンイリン・ダウンプリン」（Iring-Iring Daun Puring）などググム・グンビラが数々の演目を作り出した。その演目から、イチェ・エフェンディ（Iceu Efendi）、ユミアティ・マンディリ（Yumiati Mandiri）、ミミン・ミンタルシ（Mimin Mintarsih）、ミラ・テジャニングルム（Mira Tejaningrum）、イネ・ディアル（Ine Diar）、とアセプ・サファッ（Asep Safat）など数々のダンサーが登場した。